# Per paura o per amore
Per paura o per amore è l'album di debutto della cantautrice italiana Mariella Nava, pubblicato nel 1988 dalla BMG Ariola su licenza Calycanthus in concomitanza con la seconda partecipazione, tra le Nuove Proposte, al Festival di Sanremo.
L'album contiene infatti sia Fai piano che Uno spiraglio al cuore, presentate al Festival rispettivamente nel 1987 e 1988. Non è invece presente il brano Se ne parla poi, lato B del 45 giri Fai piano, uscito l'anno prima in concomitanza con la partecipazione al Festival.
28 gennaio è dedicata a Christa McAuliffe conosciuta come "la maestrina dello spazio", una giovane insegnante statunitense che morì tragicamente nell'esplosione dello Shuttle avvenuta, appunto, il 28 gennaio 1986. 
Questo disco raccontava già tanto di Mariella, di ciò che avrebbe voluto rappresentare nella musica, un personaggio femminile diverso dai cliché cui si era abituati in Italia, magari schivo, ma con grande versatilità lì dove a parlare non era certo l'immagine, non era il corpo, ma la sua anima.
L'album vince la Targa Tenco come miglior Opera Prima.
Realizzazione di Antonio Coggio. Arrangiamenti di Maurizio Tirelli. 
Registrato allo Studio Libero di Antonio Coggio.
L'album è stato ristampato dalla BMG Ricordi nel 2002 per la collana Gli indimenticabili.

## Tracce
Testi e musiche di Mariella Nava.
1. 28 gennaio
2. Uno spiraglio al cuore
3. Come nelle favole
4. Eppure vivono
5. Ora si può dormire
6. Saremo
7. Ah! Valeria...
8. Fai piano
9. C'è chi va a Milano
10. Per paura o per amore

## Formazione
- Mariella Nava – voce, tastiera
- Francesco Borsotti – programmazione
- Paolo Carta – chitarra elettrica
- Maurizio Tirelli – tastiera, programmazione
- Fratelli Balestra – cori